# Gethsemane Sogn
Gethsemane Sogn var et sogn i Vesterbro Provsti (Københavns Stift). Sognet lå i Københavns Kommune; indtil Kommunalreformen i 1970 lå det i Sokkelund Herred (Københavns Amt).
Sognet udskiltes i 1904 fra Sankt Matthæus Sogn.
Sognet med Gethsemane Kirke indgår nu som en del af Vesterbro Sogn.